# Metope (Nymphe)
Metope (altgriechisch Μετώπη Metṓpē) ist in der griechischen Mythologie eine Quellnymphe aus dem Gebiet von Stymphalos in der nordöstlichen Peloponnes, weswegen sie bei Pindar Stymphalis genannt wird.
Möglicherweise war sie mit einer Quelle am Fuße des Berges Kyllene verbunden, die je nach Jahreszeit auch als Stymphalischer See oder als Fluss in Erscheinung trat.
Ihr Vater war der Flussgott Ladon, ihre Mutter laut einem Scholion die Stymphalis. Verheiratet war Metope mit dem Flussgott Asopos, mit dem sie zahlreiche Kinder hatte, darunter die Söhne Ismenos und Pelasgos oder Pelagon, der in Phleius als beider Sohn verehrt wurde.
Wichtiger waren die gemeinsamen Töchter, deren Namen in der antiken Literatur nicht einstimmig überliefert sind und die erst die Bedeutung des Asopos begründeten. Die Bibliotheke des Apollodor kannte deren zwanzig, Diodor überliefert zwölf. Zu ihnen zählten Kerkyra, Salamis, Aigina, Peirene, Kleone, Thebe, Tanagra, Thespia, Asopis, Sinope, Oinia, Chalkis. Allesamt spielten in der Mythologie und in den politischen Abhängigkeiten der auf sie zurückgeführten, meist gleichnamigen Orte eine herausragende Rolle.
Claudius Aelianus berichtet von einer Verehrung der Metope bei den Stymphaliern in seiner Varia historia.